# 2015年の映画
2015年の映画（2015ねんのえいが）では、2015年（平成27年）の映画分野の出来事（動向）について記述する。
2014年の映画 - 2015年の映画 - 2016年の映画

## 出来事

### 世界
- 1月11日 - 第72回ゴールデングローブ賞授賞式が行われ、ドラマ部門で『6才のボクが、大人になるまで。』が、ミュージカル・コメディ部門で『グランド・ブダペスト・ホテル』が作品賞を受賞した。
- 1月25日 - 第21回全米映画俳優組合賞の結果が発表され、『バードマン あるいは（無知がもたらす予期せぬ奇跡）』がキャスト賞を受賞した。
- 2月5日 - 2月15日 - 第65回ベルリン国際映画祭が開催され、イランの『人生タクシー』が金熊賞を受賞した。
- 2月8日 - 第68回英国アカデミー賞の結果が発表され、『6才のボクが、大人になるまで。』が作品賞を受賞した。
- 2月21日 - 第35回ゴールデンラズベリー賞の結果が発表された。
- 2月22日 - 第87回アカデミー賞の結果が発表され、『バードマン あるいは（無知がもたらす予期せぬ奇跡）』が作品賞を受賞した。
- 5月13日 - 5月24日 - 第68回カンヌ国際映画祭が開催され、フランス映画の『ディーパンの闘い』がパルム・ドールを受賞した。
- 6月19日 - 6月26日 - 第37回モスクワ国際映画祭が開催され、ブルガリア映画の『イヴァイロ・フリストフ』が最優秀作品賞を、日本映画の『きみはいい子』がNETPAC賞を受賞した。
- 8月27日 - 9月7日 - 第39回モントリオール世界映画祭が開催された。
- 9月2日 - 9月12日 - 第72回ヴェネツィア国際映画祭が開催され、ベネズエラ映画の『彼方から』が金獅子賞を受賞した。
- 9月20日 - 第67回エミー賞の授賞式がロサンゼルスで行われ、『ゲーム・オブ・スローンズ』が作品賞、助演男優賞、監督賞を含む12冠に輝いた。

### 日本
- 2月7日 - 第88回キネマ旬報ベスト・テンの授賞式が行われ、日本映画作品賞は『そこのみにて光輝く』、外国映画作品賞は『ジャージー・ボーイズ』がそれぞれ受賞した。
- 2月10日 - 第69回毎日映画コンクールの表彰式が行われ、『私の男』が日本映画大賞を受賞した。
- 2月12日 - 第57回ブルーリボン賞の授賞式が東京・イイノホールで行われ、作品賞は『超高速!参勤交代』が受賞した。
- 2月19日 - 2月23日 - ゆうばり国際ファンタスティック映画祭2015が開催された。
- 2月27日
  - 第38回日本アカデミー賞の結果が発表され、『永遠の0』が最優秀作品賞を受賞した。
  - TOHOシネマズ有楽座がニユートーキヨー数寄屋橋本店ビル再開発の為閉館。1957年5月5日開業のニュー東宝シネマから数え57年の歴史に幕。
- 2月28日 - 映画『踊る大捜査線』シリーズの本広克行監督の最新作、『幕が上がる』が公開された[1]。
- 4月1日 - 2016年公開の『ゴジラ』の総監督、脚本に庵野秀明に決定。監督、特技監督は樋口真嗣が務める。
- 4月17日 - 新宿コマ劇場・新宿東宝会館跡地にTOHOシネマズ新宿が入った新宿東宝ビルがオープン。
- 9月12日 - 9月24日 - 第37回ぴあフィルムフェスティバル（PFF）が開催された。
- 9月23日 - 2016年夏公開の『ゴジラ』のタイトルが『シン・ゴジラ』に決定。主演は長谷川博己、竹野内豊、石原さとみ。
- 10月14日 - 女優の吉永小百合が第63回菊池寛賞を受賞。
- 10月22日 - 10月31日 - 第28回東京国際映画祭（TIFF）が開催され、『ニーゼ』が東京サクラグランプリを受賞した。

## 周年
- 創業120周年
  - 松竹 - 「松竹120年祭」（2015年10月 - 11月、東京劇場）で特集上映が行われた[2]。

## 全世界興行収入ランキング
| 順位 | 題名                                         | 配給                          | 興行収入       |
| ---- | -------------------------------------------- | ----------------------------- | -------------- |
| 1    | スター・ウォーズ/フォースの覚醒              | ディズニー                    | $2,062,346,360 |
| 2    | ジュラシック・ワールド                       | ユニバーサル・スタジオ        | $1,670,400,637 |
| 3    | ワイルド・スピード SKY MISSION               | ユニバーサル・スタジオ        | $1,516,045,911 |
| 4    | アベンジャーズ/エイジ・オブ・ウルトロン      | ディズニー                    | $1,405,413,868 |
| 5    | ミニオンズ                                   | ユニバーサル・スタジオ        | $1,159,398,397 |
| 6    | 007 スペクター                               | MGM / コロンビア ピクチャーズ | $880,669,186   |
| 7    | インサイド・ヘッド                           | ディズニー                    | $856,809,711   |
| 8    | ミッション:インポッシブル/ローグ・ネイション | パラマウント映画              | $682,330,139   |
| 9    | ハンガー・ゲーム FINAL: レボリューション     | ライオンズゲート・フィルムズ  | $652,955,370   |
| 10   | オデッセイ                                   | 20世紀フォックス              | $629,921,532   |

出典:“2015 Worldwide Box Office Results”.  Box Office Mojo. 2016年3月31日閲覧。

## 各大陸、各国ランキング

### 北米興行収入ランキング
| 順位 | 題名                                     | 配給                          | 興行収入     |
| ---- | ---------------------------------------- | ----------------------------- | ------------ |
| 1    | スター・ウォーズ/フォースの覚醒          | ディズニー                    | $933,946,360 |
| 2    | ジュラシック・ワールド                   | ユニバーサル・スタジオ        | $652,270,625 |
| 3    | アベンジャーズ/エイジ・オブ・ウルトロン  | ディズニー                    | $459,005,868 |
| 4    | インサイド・ヘッド                       | ディズニー                    | $356,461,711 |
| 5    | ワイルド・スピード SKY MISSION           | ユニバーサル・スタジオ        | $353,007,020 |
| 6    | ミニオンズ                               | ユニバーサル・スタジオ        | $336,045,770 |
| 7    | ハンガー・ゲーム FINAL: レボリューション | ライオンズゲート・フィルムズ  | $281,723,902 |
| 8    | オデッセイ                               | 20世紀フォックス              | $228,433,663 |
| 9    | シンデレラ                               | ディズニー                    | $201,151,353 |
| 10   | 007 スペクター                           | MGM / コロンビア ピクチャーズ | $200,069,186 |

出典:“2015 Domestic Yearly Box Office Results”.  Box Office Mojo. 2016年3月31日閲覧。

### 日本興行収入ランキング
| 順位 | 題名                                         | 製作国             | 配給             | 興行収入 |
| ---- | -------------------------------------------- | ------------------ | ---------------- | -------- |
| 1    | ジュラシック・ワールド                       | アメリカ合衆国の旗 | 東宝東和         | 95.3億円 |
| 2    | ベイマックス                                 | アメリカ合衆国の旗 | ディズニー       | 91.8億円 |
| 3    | 映画 妖怪ウォッチ 誕生の秘密だニャン!        | 日本の旗           | 東宝             | 78.0億円 |
| 4    | バケモノの子                                 | 日本の旗           | 東宝             | 58.5億円 |
| 5    | シンデレラ                                   | アメリカ合衆国の旗 | ディズニー       | 57.3億円 |
| 6    | ミニオンズ                                   | アメリカ合衆国の旗 | 東宝東和         | 52.1億円 |
| 7    | ミッション:インポッシブル/ローグ・ネイション | アメリカ合衆国の旗 | パラマウント映画 | 51.4億円 |
| 8    | HERO                                         | 日本の旗           | 東宝             | 46.7億円 |
| 9    | 名探偵コナン 業火の向日葵                    | 日本の旗           | 東宝             | 44.8億円 |
| 10   | インサイド・ヘッド                           | アメリカ合衆国の旗 | ディズニー       | 40.4億円 |

出典:2015年興行収入10億円以上番組 (PDF)  - 日本映画製作者連盟

## 日本の映画興行
- 入場者数 1億6663万人[3]
- 興行収入 2171億1900万円[3]
- 平均入場料金 1303円[3] - IMAXや4Dのおかげで平均入場料金が初の1300円台になる[4]。

| 配給会社 | 本数 | 年間興行収入  | 前年対比 | 備考 |
| -------- | ---- | ------------- | -------- | --- |
| 松竹     | 30   | 115億7850万円 | 083.4%   | 自社製作に力を入れた強力ラインナップだったが、創業120周年は残念な結果に終わった。アスミック・エースとの共同配給4本のうち、『愛を積むひと』と『日本のいちばん長い日』はアスミック・エースに計上。                                                 |
| 東宝     | 33   | 731億5117万円 | 100.3%   | 東宝歴代4位の年間興行収入。『映画 妖怪ウォッチ 誕生の秘密だニャン!』がディズニーの『ベイマックス』を抑えて週末ランキング1位になる大ヒット。 |
| 東映     | 33   | 109億4340万円 | 094.2%   | 31%ダウンした2014年をさらに下回る厳しい結果となった。定番の『仮面ライダー』・『プリキュア』を含め、『ドラゴンボールZ 復活の「F」』以外の作品は、1本も興行収入10億円に届かなかった。実写ドラマに至っては5億円さえ難しい状況。                     |
| KADOKAWA | 21   | 30億5401万円  | 119.5％  | 共同配給の『グラスホッパー』は興行収入10億円を達成したが、松竹側に加算されている。小栗康平監督の『FOUJITA』は小規模公開作品としては成功と言える成績。洋画の『キングスマン』（9.8億円）は前年の『フューリー』（10億円）に匹敵するヒットとなった。 |

出典:「各社2015年の動向を見る」『キネマ旬報』2016年（平成28年）3月下旬号、キネマ旬報社、2016年、70 - 75頁。

## 受賞
- 第88回アカデミー賞
  - 作品賞 - 『スポットライト 世紀のスクープ』
  - 監督賞 - アレハンドロ・ゴンサレス・イニャリトゥ - 『レヴェナント: 蘇えりし者』
  - 主演男優賞 - レオナルド・ディカプリオ - 『レヴェナント: 蘇えりし者』
  - 主演女優賞 - ブリー・ラーソン - 『ルーム』
  - 助演男優賞 - マーク・ライランス - 『ブリッジ・オブ・スパイ』
  - 助演女優賞 - アリシア・ヴィキャンデル  - 『リリーのすべて』

- 第73回ゴールデングローブ賞
  - 作品賞 (ドラマ部門) - 『レヴェナント: 蘇えりし者』
  - 主演女優賞 (ドラマ部門) - ブリー・ラーソン - 『ルーム』
  - 主演男優賞 (ドラマ部門) - レオナルド・ディカプリオ - 『レヴェナント: 蘇えりし者』
  - 作品賞 (ミュージカル・コメディ部門) - 『オデッセイ』
  - 主演女優賞 (ミュージカル・コメディ部門) - ジェニファー・ローレンス - 『ジョイ』
  - 主演男優賞 (ミュージカル・コメディ部門) - マット・デイモン - 『オデッセイ』
  - 外国語映画賞 - 『サウルの息子』 ハンガリー
  - 監督賞 - アレハンドロ・ゴンサレス・イニャリトゥ - 『レヴェナント: 蘇えりし者』

- 第81回ニューヨーク映画批評家協会賞
  - 作品賞: 『キャロル』

- 第72回ヴェネツィア国際映画祭

- 第68回カンヌ国際映画祭
  - パルム・ドール - 『ディーパンの闘い』（ジャック・オーディアール監督）
  - グランプリ - 『サウルの息子』（ネメシュ・ラースロー監督）
  - 監督賞 - 『黒衣の刺客』（ホウ・シャオシェン監督）
  - 脚本賞 - 『或る終焉』（ミシェル・フランコ監督）
  - 女優賞 - ルーニー・マーラ（『キャロル』）、エマニュエル・ベルコ（『Mon roi』）
  - 男優賞 - ヴァンサン・ランドン（『ティエリー・トグルドーの憂鬱』）
  - 審査員賞 - 『ロブスター』（ヨルゴス・ランティモス監督）

- 第65回ベルリン国際映画祭
  - 金熊賞: 『人生タクシー』（ジャファール・パナヒ）
  - 銀熊賞（審査員グランプリ）:『ザ・クラブ』（パブロ・ラライン）
  - 銀熊賞（監督賞）:ラドゥ・ジュデ （『Aferim!』）、マウゴジャタ・シュモフスカ(『君はひとりじゃない』)
  - 銀熊賞（男優賞）:トム・コートネイ （『さざなみ』）
  - 銀熊賞（女優賞）:シャーロット・ランプリング （『さざなみ』）

- 第39回日本アカデミー賞
  - 最優秀作品賞 - 『海街diary』
  - 最優秀監督賞 - 是枝裕和（『海街diary』）
  - 最優秀主演男優賞 - 二宮和也（『母と暮せば』）
  - 最優秀主演女優賞 - 安藤サクラ（『百円の恋』）

- 第58回ブルーリボン賞
  - 作品賞 - 『日本のいちばん長い日』
  - 主演男優賞 - 大泉洋（『駆込み女と駆出し男』）
  - 主演女優賞 - 有村架純（『ストロボ・エッジ』『ビリギャル』）
  - 監督賞 - 橋口亮輔（『恋人たち』）

- 第89回キネマ旬報ベスト・テン
  - 外国映画第1位 - 『マッドマックス 怒りのデス・ロード』
  - 日本映画第1位 -  『恋人たち』

- 第70回毎日映画コンクール
  - 日本映画大賞 - 『恋人たち』

## 死去
| 日付 | 日付 | 名前                           | 出身国               | 年齢 | 職業                                   |
| 1月  | 1日  | ドナ・ダグラス                 | アメリカ合衆国の旗   | 82   | 女優                                   |
| 1月  | 2日  | 白坂依志夫                     | 日本の旗             | 82   | 脚本家                                 |
| 1月  | 2日  | 林保全                         | 香港の旗             | 63   | 声優                                   |
| 1月  | 4日  | 藤本信行                       | 日本の旗             | 57   | 脚本家                                 |
| 1月  | 5日  | 唯是震一                       | 日本の旗             | 91   | 邦楽作曲家                             |
| 1月  | 6日  | 石井光三                       | 日本の旗             | 83   | タレント・石井光三オフィス会長         |
| 1月  | 7日  | ロッド・テイラー               | オーストラリアの旗   | 84   | 俳優                                   |
| 1月  | 7日  | タデウシュ・コンヴィツキ       | ポーランドの旗       | 88   | 小説家・映画監督                       |
| 1月  | 9日  | 須崎勝彌                       | 日本の旗             | 93   | 脚本家                                 |
| 1月  | 10日 | フランチェスコ・ロージ         | イタリアの旗         | 92   | 映画監督・脚本家                       |
| 1月  | 11日 | アニタ・エクバーグ             | スウェーデンの旗     | 83   | 女優                                   |
| 1月  | 12日 | 花形恵子                       | 日本の旗             | 79   | 声優                                   |
| 1月  | 13日 | 魚住純子                       | 日本の旗             | 81   | 女優                                   |
| 1月  | 13日 | 加地隆雄                       | 日本の旗             | 74   | 元・C.A.L代表取締役社長                |
| 1月  | 15日 | 大塚周夫                       | 日本の旗             | 85   | 声優                                   |
| 1月  | 17日 | 平井和正                       | 日本の旗             | 76   | 小説家                                 |
| 1月  | 17日 | Origa                          | ロシアの旗           | 44   | シンガーソングライター                 |
| 1月  | 17日 | ファーティン・ハママ           | エジプトの旗         | 83   | 女優                                   |
| 1月  | 22日 | 黒田義之                       | 日本の旗             | 86   | 映画監督・特撮監督                     |
| 1月  | 23日 | 水沢紀子                       | オランダの旗         | 48   | モデル                                 |
| 1月  | 29日 | 雅子                           | 日本の旗             | 50   | モデル                                 |
| 1月  | 29日 | 眞鍋理一郎                     | 日本の旗             | 90   | 作曲家                                 |
| 2月  | 6日  | アシア・ジェバール             | アルジェリアの旗     | 78   | 小説家、エッセイスト、映画監督         |
| 2月  | 12日 | 小林一平                       | 日本の旗             | 68   | 映画プロデューサー                     |
| 2月  | 14日 | ルイ・ジュールダン             | フランスの旗         | 93   | 俳優                                   |
| 2月  | 22日 | 藤原次彦                       | 日本の旗             | 49   | AOI Pro.代表取締役社長                 |
| 2月  | 20日 | パトリシア・ノリス             | アメリカ合衆国の旗   | 83   | 衣裳デザイナー                         |
| 2月  | 21日 | 坂東三津五郎 (10代目)          | 日本の旗             | 59   | 俳優、歌舞伎役者                       |
| 2月  | 27日 | レナード・ニモイ               | アメリカ合衆国の旗   | 83   | 俳優、映画監督                         |
| 3月  | 1日  | ダニエル・フォン・バーゲン     | アメリカ合衆国の旗   | 64   | 俳優                                   |
| 3月  | 4日  | 西沢信孝                       | 日本の旗             | 74   | アニメーション監督                     |
| 3月  | 5日  | アルバート・メイスルズ         | アメリカ合衆国の旗   | 88   | 映画監督                               |
| 3月  | 7日  | 阿奈井文彦                     | 大韓民国の旗         | 76   | ノンフィクション作家                   |
| 3月  | 7日  | 小川真司                       | 日本の旗             | 74   | 声優                                   |
| 3月  | 13日 | リア・ヴァン・リー             | モルドバの旗         | 90   | エルサレム・シネマテーク創立者         |
| 3月  | 19日 | 桂米朝 (3代目)                 | 日本の旗             | 89   | 上方噺家                               |
| 3月  | 20日 | グレゴリー・ウォルコット       | アメリカ合衆国の旗   | 87   | 俳優                                   |
| 3月  | 28日 | ミロスラフ・オンドリチェク     | チェコスロバキアの旗 | 80   | 撮影監督                               |
| 4月  | 2日  | 増田貴光                       | 日本の旗             | 73   | 映画評論家、映画解説者                 |
| 4月  | 7日  | ジェフリー・ルイス             | アメリカ合衆国の旗   | 79   | 俳優                                   |
| 4月  | 9日  | 三條美紀                       | 日本の旗             | 86   | 女優                                   |
| 4月  | 10日 | ジュディス・マリナ             | ドイツの旗           | 88   | 女優                                   |
| 4月  | 13日 | 重田尚彦                       | 日本の旗             | 60   | 俳優                                   |
| 4月  | 13日 | ギュンター・グラス             | ドイツの旗           | 87   | 小説家                                 |
| 4月  | 15日 | ジョナサン・クロンビー         | カナダの旗           | 48   | 俳優                                   |
| 4月  | 15日 | 愛川欽也                       | 日本の旗             | 80   | 俳優、声優                             |
| 4月  | 16日 | 稲垣正夫                       | 日本の旗             | 92   | アサツー ディ・ケイ創業者              |
| 4月  | 16日 | 白川道                         | 中華人民共和国の旗   | 69   | ハードボイルド作家                     |
| 4月  | 19日 | 西本裕行                       | 日本の旗             | 88   | 俳優、声優                             |
| 4月  | 20日 | 加瀬邦彦                       | 日本の旗             | 74   | 作曲家、音楽プロデューサー             |
| 4月  | 22日 | 船戸与一                       | 日本の旗             | 71   | 小説家                                 |
| 4月  | 22日 | 萩原流行                       | 日本の旗             | 62   | 俳優・タレント                         |
| 5月  | 3日  | 滝田裕介                       | 日本の旗             | 84   | 俳優                                   |
| 5月  | 5日  | 高橋二三                       | 日本の旗             | 89   | 脚本家                                 |
| 5月  | 9日  | エリザベス・ウィルソン         | アメリカ合衆国の旗   | 94   | 女優                                   |
| 5月  | 14日 | 望月武                         | 日本の旗             | 46   | 脚本家                                 |
| 5月  | 17日 | 車谷長吉                       | 日本の旗             | 69   | 作家、随筆家                           |
| 5月  | 23日 | アン・メイラ                   | アメリカ合衆国の旗   | 85   | 女優                                   |
| 5月  | 26日 | 中村敏夫                       | 日本の旗             | 77   | フジクリエイティブコーポレーション顧問 |
| 5月  | 27日 | 今福将雄                       | 日本の旗             | 94   | 俳優                                   |
| 5月  | 28日 | 今いくよ                       | 日本の旗             | 67   | 漫才師                                 |
| 5月  | 28日 | 今井雅之                       | 日本の旗             | 54   | 俳優                                   |
| 5月  | 29日 | ベッツィ・パーマー             | アメリカ合衆国の旗   | 86   | 女優                                   |
| 5月  | 31日 | 小泉博                         | 日本の旗             | 88   | 俳優・元NHKアナウンサー                |
| 6月  | 5日  | リチャード・ジョンソン         | イングランドの旗     | 87   | 俳優                                   |
| 6月  | 7日  | クリストファー・リー           | イングランドの旗     | 93   | 俳優                                   |
| 6月  | 11日 | オーネット・コールマン         | アメリカ合衆国の旗   | 85   | ジャズ奏者                             |
| 6月  | 13日 | 高橋治                         | 日本の旗             | 86   | 小説家                                 |
| 6月  | 18日 | たてかべ和也                   | 日本の旗             | 80   | 声優                                   |
| 6月  | 19日 | 横井弘                         | 日本の旗             | 88   | 作詞家                                 |
| 6月  | 22日 | ラウラ・アントネッリ           | イタリアの旗         | 73   | 女優                                   |
| 6月  | 22日 | ジェームズ・ホーナー           | アメリカ合衆国の旗   | 61   | 作曲家                                 |
| 6月  | 22日 | 滝沢敏文                       | 日本の旗             | 61   | アニメーション演出家、映画監督         |
| 6月  | 25日 | パトリック・マクニー           | イギリスの旗         | 93   | 俳優                                   |
| 6月  | 25日 | 高田孝治                       | 日本の旗             | 61   | よみうりテレビ顧問                     |
| 6月  | 27日 | 水島哲                         | 日本の旗             | 86   | 作詞家                                 |
| 7月  | 1日  | セルジオ・ソリーマ             | イタリアの旗         | 94   | 映画監督                               |
| 7月  | 2日  | 沖島勲                         | 日本の旗             | 74   | 映画監督、脚本家                       |
| 7月  | 8日  | アーウィン・キーズ             | アメリカ合衆国の旗   | 63   | 俳優                                   |
| 7月  | 10日 | オマー・シャリフ               | エジプトの旗         | 83   | 俳優                                   |
| 7月  | 10日 | ロジャー・リース               | ウェールズの旗       | 71   | 俳優                                   |
| 7月  | 11日 | 岩田聡                         | 日本の旗             | 55   | 任天堂代表取締役社長                   |
| 7月  | 18日 | 只野通泰                       | 日本の旗             | 91   | 作曲家                                 |
| 7月  | 18日 | ジョージ・コー                 | アメリカ合衆国の旗   | 86   | 俳優、声優                             |
| 7月  | 18日 | アレックス・ロッコ             | アメリカ合衆国の旗   | 79   | 俳優・声優                             |
| 7月  | 21日 | セオドア・ビケル               | オーストリアの旗     | 91   | 俳優・歌手                             |
| 7月  | 21日 | E・L・ドクトロウ               | アメリカ合衆国の旗   | 84   | 小説家                                 |
| 7月  | 21日 | 川崎敬三                       | 日本の旗             | 82   | 俳優・司会者                           |
| 7月  | 26日 | 竹島紀元                       | 日本の旗             | 89   | 映画監督・鉄道ジャーナル代表取締役社長 |
| 7月  | 28日 | 泉政行                         | 日本の旗             | 35   | 俳優                                   |
| 7月  | 31日 | 加藤武                         | 日本の旗             | 86   | 俳優                                   |
| 8月  | 3日  | 阿川弘之                       | 日本の旗             | 94   | 小説家                                 |
| 8月  | 5日  | 花紀京                         | 日本の旗             | 78   | お笑い芸人                             |
| 8月  | 6日  | 窪川健造                       | 日本の旗             | 85   | 映画監督                               |
| 8月  | 17日 | イヴォンヌ・クレイグ           | アメリカ合衆国の旗   | 78   | 女優、声優                             |
| 8月  | 20日 | 岩永惠                         | 日本の旗             | 70   | シンエイ動画代表取締役社長             |
| 8月  | 30日 | ウェス・クレイヴン             | アメリカ合衆国の旗   | 76   | 映画監督                               |
| 9月  | 1日  | ディーン・ジョーンズ           | アメリカ合衆国の旗   | 84   | 俳優、声優                             |
| 9月  | 2日  | 斉藤瑞樹                       | 日本の旗             | 41   | 声優                                   |
| 9月  | 5日  | 原節子                         | 日本の旗             | 95   | 女優                                   |
| 9月  | 6日  | マーティン・ミルナー           | アメリカ合衆国の旗   | 83   | 俳優                                   |
| 9月  | 6日  | 渡名喜忠信                     | 日本の旗             | 30   | 俳優                                   |
| 9月  | 8日  | 宝生あやこ                     | 日本の旗             | 97   | 女優                                   |
| 9月  | 13日 | 八木昌子                       | 日本の旗             | 77   | 女優                                   |
| 9月  | 15日 | 庄司永建                       | 日本の旗             | 92   | 俳優                                   |
| 9月  | 20日 | 安保由夫                       | 日本の旗             | 67   | 俳優                                   |
| 9月  | 24日 | 丸山詠二                       | 日本の旗             | 84   | 声優                                   |
| 9月  | 24日 | 川島なお美                     | 日本の旗             | 54   | 女優                                   |
| 9月  | 27日 | ジョン・ギラーミン             | イギリスの旗         | 89   | 映画監督                               |
| 9月  | 29日 | 山内久                         | 日本の旗             | 90   | 脚本家                                 |
| 10月 | 5日  | ヘニング・マンケル             | スウェーデンの旗     | 67   | 推理作家                               |
| 10月 | 8日  | 目黒幸子                       | 日本の旗             | 89   | 女優                                   |
| 10月 | 12日 | 熊倉一雄                       | 日本の旗             | 88   | 声優                                   |
| 10月 | 12日 | 香取環                         | 日本の旗             | 76   | 女優                                   |
| 10月 | 24日 | モーリン・オハラ               | アイルランドの旗     | 95   | 女優                                   |
| 10月 | 27日 | 生頼範義                       | 日本の旗             | 79   | イラストレーター                       |
| 10月 | 27日 | 松来未祐                       | 日本の旗             | 38   | 声優                                   |
| 10月 | 30日 | 戸井田稔                       | 日本の旗             | 63   | 俳優                                   |
| 10月 | 31日 | 佐木隆三                       | 日本の旗             | 68   | 小説家                                 |
| 11月 | 1日  | フレッド・トンプソン           | アメリカ合衆国の旗   | 73   | 俳優・弁護士                           |
| 11月 | 2日  | 加藤治子                       | 日本の旗             | 92   | 女優                                   |
| 11月 | 4日  | メリッサ・マシスン             | アメリカ合衆国の旗   | 65   | 脚本家                                 |
| 11月 | 7日  | 宇江佐真理                     | 日本の旗             | 96   | 作家                                   |
| 11月 | 7日  | ガンナー・ハンセン             | アメリカ合衆国の旗   | 68   | 俳優                                   |
| 11月 | 12日 | 江森陽弘                       | 日本の旗             | 96   | ジャーナリスト                         |
| 11月 | 15日 | 阿藤快                         | 日本の旗             | 69   | 俳優                                   |
| 11月 | 21日 | 松山幸次                       | 日本の旗             | 40   | 俳優                                   |
| 11月 | 25日 | 白川澄子                       | 日本の旗             | 80   | 声優                                   |
| 11月 | 30日 | 水木しげる                     | 日本の旗             | 93   | 漫画家                                 |
| 12月 | 2日  | ガブリエーレ・フェルツェッティ | イタリアの旗         | 90   | 俳優                                   |
| 12月 | 2日  | 佐藤伊次                       | 日本の旗             | 73   | オフィスジュニア社長                   |
| 12月 | 4日  | ロバート・ロッジア             | アメリカ合衆国の旗   | 85   | 俳優                                   |
| 12月 | 6日  | 平良とみ                       | 日本の旗             | 87   | 女優                                   |
| 12月 | 8日  | 小鷹信光                       | 日本の旗             | 79   | 翻訳家                                 |
| 12月 | 9日  | 野坂昭如                       | 日本の旗             | 85   | 作家                                   |
| 12月 | 11日 | 有沢比呂子                     | 日本の旗             | 43   | 女優                                   |
| 12月 | 16日 | 安藤昇                         | 日本の旗             | 89   | 俳優                                   |
| 12月 | 19日 | 中康次                         | 日本の旗             | 67   | 俳優                                   |
| 12月 | 27日 | ハスケル・ウェクスラー         | アメリカ合衆国の旗   | 93   | 撮影監督                               |
| 12月 | 30日 | 田村錦人                       | 日本の旗             | 87   | 声優                                   |